# Pigułki dla Aurelii
Pigułki dla Aurelii – polski film fabularny z gatunku filmu wojennego, zrealizowany w 1958 przez Stanisława Lenartowicza.

## Opis fabuły
Żołnierze oddziału AK postanawiają odbić z więzienia gestapo swojego kolegę. Wyprawa po broń z Krakowa do Radomia i droga powrotna przez Kielce do Krakowa kończy się wprawdzie jej zdobyciem, ale pięciu uczestników akcji ginie w walce z Niemcami.

## Obsada
- Jerzy Adamczak („Agat”)
- Andrzej Hrydzewicz (kleryk „Guś”, członek oddziału)
- Jarosław Kuszewski (Żagiełko, członek oddziału)
- Ryszard Pietruski (szofer Michalak)
- Zdzisław Kuźniar (Urban, członek oddziału)
- Barbara Modelska (Lili)
- Adolf Chronicki (major Łużyc, dowódca oddziału, sprzedawca w sklepie muzycznym)
- Stanisław Milski (Jarema)
- Ludwik Benoit (malarz w kościele)
- Roman Baranowicz
- Halina Buyno (kobieta z jajkami w pociągu)
- Jerzy Bączek
- Tomasz Chełmiński
- Mieczysław Czosnowski
- Władysław Dewoyno (Heinz, feldfebel w spelunie)
- Józef Dwornicki
- Wiktor Grotowicz (gestapowiec zatrzymujący Michalaka)
- Mieczysław Jabłoński
- Wiesław Kowalczyk
- Stanisław Marian Kamiński (kolejarz Zenek)
- Eliasz Kuziemski
- Jan Krzywdziak
- Ryszard Kotys (chłopak w kwiaciarni)
- Michał Mroczko
- Krystyna Mikutowa
- Irena Morawska
- Irena Netto (matka Wiktora)
- Czesław Przybyła (żandarm niemiecki; w napisach nazwisko: Przybył)
- Jadwiga Pytlasińska
- Karol Podgórski
- Olgierd Radwan
- Edward Skarga
- Ludwik Wytysiński
- Ewa Wawrzoń (pracownica kwiaciarni)
- Wacław Zdanowicz
- Józef Pieracki (pijący z feldfeblem w spelunie; nie występuje w napisach)
- Piotr Pawłowski (mężczyzna w kapeluszu na rogu krakowskiej ulicy; nie występuje w napisach)